# Aleksander Ratuszny
Aleksander Stanisław Ratuszny (ur. 6 grudnia 1907 w Poradowie, zm. 27 sierpnia 1955 w Katowicach) – kapitan dyplomowany piechoty Wojska Polskiego II RP, major Armii Krajowej, kawaler Krzyża Srebrnego Orderu Wojennego Virtuti Militari.

## Życiorys
Syn Wacława i Marii z domu Kowalskiej. Ukończył gimnazjum w Miechowie i Szkołę Nauk Politycznych przy Uniwersytecie Jagiellońskim. W latach 1927–1930 kształcił się w Szkole Podchorążych Piechoty w Ostrowi Mazowieckiej-Komorowie. 
Zarządzeniem Prezydenta Rzeczypospolitej Ignacego Mościckiego (sygnatura B.P.L. 19333-I-30) mianowany został na stopień podporucznika w korpusie oficerów piechoty, ze starszeństwem z dnia 15 sierpnia 1930 i 65. lokatą, oraz wcielony do krakowskiego 20 pułku piechoty. Na mocy zarządzenia Prezydenta RP z dnia 12 marca 1933 awansowano go do rangi porucznika piechoty, ze starszeństwem z dnia 1 stycznia 1933 i 121. lokatą. Pozostając oficerem 20 pułku piechoty zajmował na dzień 1 lipca 1933 nadal 121. lokatę wśród poruczników piechoty w swoim starszeństwie (była to jednocześnie 2088. lokata łączna wśród wszystkich poruczników korpusu piechoty), a w dniu 5 czerwca 1935 była to już 119. lokata w swoim starszeństwie. Do stopnia kapitana awansowany został ze starszeństwem z dnia 19 marca 1938 i 251. lokatą wśród oficerów piechoty. 
W toku swej służby ukończył kurs w warszawskim Centralnym Instytucie Wychowania Fizycznego. Absolwent kursu 1937-1939 w Wyższej Szkole Wojennej (XVIII promocja), po ukończeniu którego uzyskał tytuł oficera dyplomowanego. Uczestnik kampanii wrześniowej - w randze kapitana dyplomowanego zajmował stanowisko kwatermistrza 7 Dywizji Piechoty, a następnie oficera sztabu Armii „Kraków”. Po kapitulacji resztek armii w okolicach Zamościa aresztowany przez Gestapo i więziony przez 7 tygodni.
Od 1940 w konspiracji – początkowo w sztabie Odcinka Kraków-Wschód ZWZ, następnie (maj 1940 - lipiec 1941) w sztabie Okręgu Warszawa-Województwo ZWZ (którego komendantem był płk dypl. Alojzy Horak) i na stanowisku kierownika wydziału w Biurze Studiów Armii Krajowej (lipiec 1941 - grudzień 1943). W 1943 awansowany do rangi majora. Od stycznia do lipca 1944 piastował funkcję zastępcy szefa Wydziału Wywiadowczego w II Oddziale KG AK (którym był ppłk. Franciszek Herman ps. „Bogusławski”). W okresie powstania warszawskiego brał czynny udział w walkach na obszarze Lasów Kabackich. W okresie od października 1944 do stycznia 1945 pełnił służbę jako zastępca szefa II Oddziału Komendy Głównej Armii Krajowej.
W 1945 przeprowadził się z rodziną do Katowic i podjął pracę w Banku Spółek Zarobkowych, a następnie w Katowickim Przedsiębiorstwie Budownictwa Przemysłowego na stanowisku inspektora. Inwigilowany i przesłuchiwany przez pracowników organów bezpieczeństwa. Zmarł w Katowicach na zawał serca. Od 1937 żonaty z Ireną Elwirą Jędrzejowską, z którą miał syna Adama. Pochowany w Bielsku-Białej, w rodzinnym grobowcu żony.

## Odznaczenia
- Krzyż Srebrny Orderu Wojennego Virtuti Militari
- Złoty Krzyż Zasługi z Mieczami